# El juego de los idiotas
El juego de los idiotas (2006) es una película francesa dirigida por Francis Veber y protagonizada por Gad Elmaleh y Daniel Auteuil. El actor Dany Boon fue nominado al César al mejor actor secundario en 2007.

## Argumento
François Pignon (Gad Elmaleh) es un aparcacoches que está enamorado de Émilie (Virginie Ledoyen). Pierre Levasseur (Daniel Auteuil) es un empresario millonario, casado con la máxima accionista de la empresa (Kristin Scott Thomas) y que mantiene un affair con una de las modelos más cotizadas de Francia. La vida de ambos se cruzará cuando la mujer de Pierre observa una foto en la que sale él, la modelo y François. Ahora, si quiere salvar su matrimonio, Pierre deberá hacer creer a su mujer que el amante de la modelo no es otro que François.

## Reparto
| Personaje           | Personaje            |
| ------------------- | -------------------- |
| François Pignon     | Gad Elmaleh          |
| Pierre Levasseur    | Daniel Auteuil       |
| Christine Levasseur | Kristin Scott Thomas |
| Émilie              | Virginie Ledoyen     |
| Elena Simonsen      | Alice Taglioni       |
| Maître Foix         | Richard Berry        |
| Richard             | Dany Boon            |
| André Pignon        | Michel Jonasz        |
| Karine              | Noémie Lenoir        |
| Karl Lagerfeld      | Karl Lagerfeld       |